# Roca Punxeta (Montellà i Martinet)
La Roca Punxeta és una muntanya de 2.332 metres que es troba al municipi de Montellà i Martinet, a la comarca de la Baixa Cerdanya.